# Phare de Sestrica Vela (Kornat)
Pour les articles homonymes, voir Phare de Sestrica Vela.
Le phare de Sestrica Vela (Kornat) (en croate : Svjetionik Otočić Sestrica Vela - Tajer) est un phare actif situé sur l'îlot Sestrica Vela proche de l'île Kornat dans le Comitat de Zadar en Croatie. Le phare est exploité par la société d'État Plovput .

## Histoire
Le phare, construit en 1876 sur l'îlot Sestrica Vela, se trouve au sud-ouest de l'île Dugi Otok et au nord-ouest de l'île Kornat. L'îlot fait partie de l'archipel de Zadar sur la côte dalmate et aussi du Parc national des Kornati.
Le phare est toujours pourvu de gardiens. Il possède un Système d'identification automatique pour la navigation maritime.

## Description
Le phare  est une tour cylindrique en fonte avec huit nervures de 26 m de haut, avec galerie et lanterne, au-dessus d'une maison de gardien de deux étages. La tour est de couleur blanche avec une bande rouge en spirale et la lanterne est blanche. Il émet, à une hauteur focale de 47 m, un éclat blanc toutes les 8 secondes. Sa portée est de 20 milles nautiques (environ 37 km) pour le feu principal et 12 milles nautiques (environ 22 km) pour le feu de veille.
Identifiant : ARLHS : CRO-015 - Amirauté : E3134 - NGA : 12872 .

## Caractéristiques dufeu maritime
Fréquence : 8s (W)
- Lumière : 1 seconde
- Obscurité : 7 secondes

|                    |
| Îlot Sestrica Vela |

|          |
| Le phare |

|                  |
| Les îles croates |

### Lien connexe
- Liste des phares de Croatie